# Cash back
Pour les articles homonymes, voir Cashback (homonymie).
Vous pouvez aider à l'améliorer ou bien discuter des problèmes sur sa page de discussion.
- Il ne s’appuie pas, ou pas assez, sur des sources secondaires ou tertiaires. (Marqué depuis juin 2020)
- Il adopte un point de vue régional ou culturel particulier et nécessite une internationalisation. (Marqué depuis octobre 2016)

- Archive Wikiwix
- Bing
- Cairn
- DuckDuckGo
- E. Universalis
- Gallica
- Google
- G. Books
- G. News
- G. Scholar
- Persée
- Qwant
- (zh) Baidu
- (ru) Yandex
- (wd) trouver des œuvres sur Wikidata

Le cash back ou cashback (anglicisme) — en français remise en argent ou remise différée —, est une technique marketing consistant en des réductions proposées en ligne chez des marchands partenaires (via l'affiliation) ou chez des émetteurs de cartes de crédit. Cette réduction est appliquée après l'achat, avec un remboursement effectué au consommateur, généralement sur un compte en ligne sur le site de cash back ou directement sur sa carte de crédit.
Ce phénomène tend de plus en plus à se développer grâce à l'explosion du commerce en ligne[réf. nécessaire].

## Histoire
Cette notion a été introduite dans les années 1970 aux États-Unis. Le cash back était initialement un système permettant aux porteurs de certaines cartes bancaires de recevoir à la fin du mois de décembre un pourcentage (en général 1 ou 2 %) de l'ensemble des sommes réglées tout au long de l'année.
Le cash back a ensuite fait son apparition à la fin des années 1990 sur Internet. Il désigne alors un système de réduction sur les achats en ligne. Le membre de la communauté d'acheteurs du site de cash back fait ses achats sur un site marchand partenaire et reçoit automatiquement une réduction. Le principe sur Internet est basé sur une rémunération du site de cash back, qui est considéré comme apporteur d'affaires : il touche une commission qu'il accepte de « partager » avec l'acheteur en ligne. Il s'agit donc d'une rétrocession a posteriori, le plus souvent proportionnelle au montant des achats effectués.

## En France
En France, en 2010, le cashback s'est généralisé, ne touchant ainsi non plus seulement le secteur du commerce électronique mais étant maintenant valable auprès de milliers de marchands. Le cash back est devenu un outil de promotion pour les annonceurs car apprécié des internautes.
Pour les acteurs français du cashback, le volume de ventes généré pour les commerçants en ligne s'élève à 690 millions d’euros en 2019, soit une augmentation de 176 % entre 2016 et 2019. Le chiffre d’affaires des sites de cash back s’élève, quant à lui, à 42 millions d’euros en 2019, soit une augmentation de 147 % entre 2016 et 2019.
Selon Olivier Babeau, le cashback  "[...] Pour les consommateurs, elles sont sources de gains de temps, compte tenu de la réduction du temps de recherche de promotion qu’elles permettent, et des gains monétaires qu’elles favorisent. Ce dernier avantage est particulièrement important dans le contexte inflationniste actuel. [...]

### Pratiques commerciales trompeuses des sites gratuits et payants
La DGCCRF épingle en mai 2023 plusieurs acteurs du secteur, bon nombre des services de cashback gratuits mais aussi payants. Le service Remises et Privilèges, de la société luxembourgeoise GWP présent sur les sites de Castorama, Interflora, Allopneus, et Feu vert, est accusé de pratiques commerciales trompeuses, en « induisant le consommateur en erreur sur le prix de l’abonnement au service de cashback, [en] n'indiquant pas [sa] véritable intention commerciale, [et en] ne fournissant pas de façon inintelligible [son] identité ». En mettant par exemple le taux de remboursement hors taxes, les taux affichés sont gonflés lors de la communication des offres. Ses concurrents ont une communication Hors-Taxes similaire. 
En janvier 2025, La Direction générale de la concurrence, de la consommation et de la répression des fraudes (DGCCRF) a constaté de graves manquements de la société luxembourgeoise GWP (Remises et Privilèges) aux règles de la vente en ligne, portant préjudice aux consommateurs français. 
Les sites de cashback gratuits iGraal, Poulpeo et eBuyClub ont aussi été rappelés à l'ordre par la DGCCRF. [...] 
Après avoir défendu la liberté de gestion commerciale dont dispose la SNCF et la légalité et conformité de son partenaire, le ministère des Transports par la voix du ministre Clément Beaune demande à l'entreprise en juillet 2023 des informations sur son partenaire, sous la réclamation du député Philippe Latombe qui demande son débranchement.
Le groupe Indexia commercialise, entre autres, des services pour assurer des téléphones et des ordinateurs ainsi que des abonnements pour obtenir des réductions après achat (cashback): Foriou, Hubside rewards Club, Cyrana avec son prestataire Plebicom qui opère en France les services de cashback gratuits Ebuyclub et Poulpeo. En avril 2024, la SFAM, principale société opérationnelle du groupe, est mise en liquidation judiciaire. Le 22 mai 2024, le Tribunal de Commerce de Paris a mis également Indexia Group en liquidation judiciaire.

## Fonctionnement
De nombreux sites web de cash back existent, avec chacun sa liste de marchands et ses pourcentages de remise fluctuant constamment au gré des périodes et des promotions.
Une fois inscrit, l'internaute choisit le marchand où il souhaite faire ses achats et suit le lien proposé, qui aura pour effet de poser un cookie, afin de tracer l'achat de l'utilisateur (et donc valider le cash back par la suite). Après la validation de l'achat par le marchand, l'internaute recevra une partie de la facture sur son compte virtuel. La somme touchée dépend du marchand et des conditions de l'achat, mais correspond en règle générale à quelques pourcents de la commande hors taxe.
Pour les marchands (sites de commerces en ligne), le partage des rémunérations leur permet d'augmenter les transactions réalisées sur leurs sites, tout en attirant de nouveaux acheteurs. Il s'agit d'une nouvelle source d'acquisition, au même titre que les liens sponsorisés ou les comparateurs.
Les sites de cash back cherchent désormais à se diversifier : ils proposent des bons de réductions, développent des marques blanches ou se positionnent après achat comme partenaires de revshare (en). Certains sites expérimentent le cash back offline en rétrocédant une partie des achats effectués en boutique en faisant un lien avec la carte de paiement de la transaction ou en scannant un code QR.

## Cash backdans le commerce physique
Pour contrer la montée en puissance des sites marchands en ligne, les acteurs du commerce de détail redoublent d'efforts pour se numériser et assurer leur transition numérique. Pour y parvenir, de nombreuses start-ups s’attellent à réinventer tous les maillons de la chaîne de valeur (approvisionnement, point de vente, expérience client, fidélisation, livraison, service après-vente etc.).
Parmi ces nouvelles tendances, on peut citer le ROPO (Research Online, Purchase Offline).
Le cash back étant un des leviers les plus performants en termes d'outils promotionnels, le  commerce de détail s'arme des mêmes arguments que le commerce en ligne.

## Voir également
- Cash-Back (mode de retrait d'espèces)